# Montazels
Montazels – miejscowość i gmina we Francji, w regionie Oksytania, w departamencie Aude. Przez gminę przepływa rzeka Aude. 
Według danych na rok 1990 gminę zamieszkiwało 506 osób, a gęstość zaludnienia wynosiła 115 osób/km² (wśród 1545 gmin Langwedocji-Roussillon Montazels plasuje się na 516. miejscu pod względem liczby ludności, natomiast pod względem powierzchni na miejscu 1038.).

## Zabytki
Zabytki w miejscowości posiadające status Monument historique:
- fontanna (fontaine)